# La Vergine degli angeli
La Vergine degli angeli è l'inno religioso che chiude il finale dell'atto II de La forza del destino di Giuseppe Verdi, ambientato nella chiesa della Madonna degli Angeli presso Hornachuelos.
È intonato prima da un coro maschile, irrobustito dalle voci soliste del Padre Guardiano e di Melitone e accompagnato dai violoncelli, e poi da Leonora (soprano), accompagnata dall'arpa.
Il primo soprano a cantarla è stata Caroline Barbot. L'inno viene spesso eseguito anche in forma di concerto, talvolta con l'intero finale II.

## Trascrizioni e parafrasi
- Amilcare Ponchielli, trascrizione per banda del finale II, op. 270[1].
- Pietro Girompini, trascrizione e variazioni per pianoforte del Finale dell'Atto II (Canti), op. 69.

## Curiosità
- Verdi si recava spesso a pregare presso un altare minore della Basilica di Cortemaggiore (paese a pochi chilometri dal luogo natio della madre, Luigia Uttini), su cui troneggia la pala di Francesco Scaramuzza (Parma, 1805-1886) "La resurrezione di Maria", in cui appare la Vergine portata in cielo da una folta schiera di angeli. La tradizione vuole che sia stata proprio questa tela a ispirare al compositore quest'aria.
- È usato come colonna sonora del secondo episodio del film Aria, intitolato La vergine degli angeli, diretto da Charles Sturridge.